# Collegio di Belfast North
Belfast North è un collegio elettorale nordirlandese della Camera dei Comuni del Parlamento del Regno Unito. Elegge un membro del Parlamento con il sistema maggioritario a turno unico. Il rappresentante del collegio, dal 2019, è John Finucane di Sinn Féin.

## Estensione
- 1950-1974: i ward della County Borough di Belfast di Clifton, Duncairn e Shankill.
- 1974-1983: i ward della County Borough di Belfast di Clifton, Dock, Duncairn e Shankill.
- 1983-1997: i ward del Distretto di Belfast di Ardoyne, Ballysillan, Bellevue, Castleview, Cavehill, Cliftonville, Crumlin, Duncairn, Fortwilliam, Grove, Legoniel, New Lodge, Shankill e Woodvale.
- 1997-2010: i ward del Distretto di Belfast di Ardoyne, Ballysillan, Bellevue, Castleview, Cavehill, Chichester Park, Cliftonville, Crumlin, Duncairn, Fortwilliam, Legoniel, New Lodge, Water Works e Woodvale, e i ward del Distretto di Newtownabbey di Abbey, Coole, Dunanney, Valley e Whitehouse.
- dal 2010: i ward del Distretto di Belfast di Ardoyne, Ballysillan, Bellevue, Castleview, Cavehill, Chichester Park, Cliftonville, Crumlin, Duncairn, Fortwilliam, Legoniel, New Lodge, Water Works e Woodvale, e i ward del Distretto di Newtownabbey di Abbey, Ballyhenry, Cloughfern, Collinbridge, Coole, Dunanney, Elmfeild, Glebe, Glengormley, Hightown, Valley e Whitehouse.

Il seggio fu creato nel 1922 quando, con l'istituzione del Parlamento di Stormont per l'Irlanda del Nord, il numero dei deputati a Westminster fu drasticamente ridotto. Il collegio ha come centro la parte settentrionale di Belfast, anche se in diversi frangenti l'area intorno ai Docks sul lato nord dell'Estuario di Lagan è stata parte di Belfast East oppure di Belfast West. Belfast North contiene anche parte del distretto di Newtownabbey.
Belfast North comprende 14 ward del Consiglio della Città di Belfast e 5 di quella di Newtonabbey. Il collegio soffrì il più alto grado di violenza in Irlanda del Nord durante il conflitto nordirlandese e comprende molte aree che sono divenute sinonimo di conflitto: New Lodge, Ardoyne, Rathcoole, Ballysillan e Woodvale.  Il collegio è abitato perlopiù dalla classe media, con un'alta percentuale di residenti in edilizia pubblica, e concentrazione di single poco abbienti nella zona di Antrim Road e Cliftonville. Vi sono alcune aree residenziali attorno al Castello di Belfast e sulle pendici di Cavehill. Le divisioni confessionali sono dure, con diverse Peace Lines che attraversano il collegio e con occasionali atti di violenza religiosa.
Alle audizioni della BOundary Commission nel settembre 2005, prima delle elezioni generali nel Regno Unito del 2010, il SDLP propose di estendere il collegio a Cloughfern e Jordanstown. Il DUP sostenne questa aggiunta, e anche Sinn Féin si dimostrò a favore.
A seguito delle raccomandazioni di revisione, le proposte vennero finalizzate e ratificate dal Parlamento.

## Storia
Belfast North ha storicamente una leggera maggioranza unionista, che è andata gradualmente decrescendo nel tempo. Il voto nazionalista non è trascurabile, e le persone con tradizione cattolica (47%) oggi superano leggermente quelle protestanti (46%), secondo il censimento del 2011. Il collegio ha generato particolare interesse per i risultati elettorali non consueti, oltre che per diversi candidati e deputati che non erano in accordo con i propri partiti.
Sui cinque principali partiti politici dell'Irlanda del Nord, quattro (Partito Unionista dell'Ulster, Partito Unionista Democratico, Partito Social Democratico e Laburista (SDLP) e Sinn Féin) hanno un sostegno relativamente forte, e alle elezioni ottengono risultati simili. Altri partiti, come il Partito dell'Alleanza dell'Irlanda del Nord, il Partito Unionista Progressista, il Partito Unionista dell'Irlanda del Nord, i Conservatori dell'Irlanda del Nord e il Partito dei Lavoratori) hanno a volte ricevuto percentuali di voto rilevanti, come anche i candidati indipendenti, con il risultato che molte elezioni sono state vinte di misura. Le elezioni per le varie assemblee hanno spesso visto seggi fortemente divisi tra i partiti, in particolare alle elezioni del 1998 per l'Assemblea dell'Irlanda del Nord nessun partito ha ottenuto più di un seggio.
L'area del collegio ha subito un movimento costante dei protestanti durante il conflitto nordirlandese, che in qualche misura sono stati sostituiti dalla crescente popolazione cattolica, anche se la popolazione totale dell'area è molto decresciuta. Tuttavia, tutte le comunità nella città stanno oggi perdendo elettori, e la composizione etnica del collegio sembra instabile.
Il seggio di Belfast North è stato detenuto a lungo dal Partito Unionista dell'Ulster (UUP) dalla creazione del seggio fino agli anni '70; nel 1972 avvenne il primo strappo, quando l'allora deputato Stratton Mills dissentì dalla decisione dell'UUP si ritirare il sostegno ai conservatori a Westminster riguardo alla sospensione del Parlamento di Stormont; Mills rimase un deputato conservatore, ma l'anno successivo si unì al Partito dell'Alleanza dell'Irlanda del Nord, che così ottenne l'unico suo rappresentante a Westminster (fino al 2010).
Alle elezioni generali nel Regno Unito del febbraio 1974 il seggio fu ottenuto da John Carson di UUP, che con il sostegno del Partito Progressista Unionista di Avanguardia e del DUP fece una piattaforma comune contro gli Accordi di Sunningdale. La vittoria di Carson arrivò nonostante, sommati, fossero maggiori i voti ai candidati a favore degli Accordi, che tuttavia vennero divisi tra Unionisti Pro-Assemblea, il SDLP e il Partito Laburista dell'Irlanda del Nord. Carson mantenne il seggio alle elezioni generali nel Regno Unito dell'ottobre 1974 ma dovette lasciare le sezioni locali del UUP a seguito del suo sostegno al governo laburista di minoranza.
Le elezioni generali nel Regno Unito del 1979 videro uno dei risultati più drammatici in assoluto, quando John McQuade del DUP ottenne il seggio con solo il 27,6% dei voti, la terza percentuale più bassa per un candidato eletto nel Regno Unito nel XX secolo. L'elezione avvenne per la molteplicità di partiti candidatisi, il che divise fortemente il voto. McQuade ebbe anche il primato dell'eletto più anziano a Westminster nel XX secolo, e non si ripresentò alle elezioni successive.
Alle elezioni generali nel Regno Unito del 1983 Cecil Walker riconquistò il seggio per l'UUP, battendo lo scozzese George Seawright del DUP. Alle elezioni del  1987 UUP e DUP acconsentirono ad un patto in opposizione all'Accordo anglo-irlandese; Seawright era stato espulso dal DUP e si candidò, facendo resuscitare il nome del Partito Unionista Protestante, ma senza successo.
Walker detenne il seggio fino al 2001, ma divenne conosciuto per la sua inattività; alle elezioni del 2001 il DUP si candidò per la prima volta nel collegio dal 1983 con il candidato Nigel Dodds, che basò la sua campagna elettorale sull'opposizione all'Accordo del Venerdì Santo. Alle elezioni il voto di Walker crollò al 12%, arrivando quarto, mentre il seggio fu conquistato da Dodds. Il voto all'UUP crollò ancora di più alle elezioni per l'Assemblea dell'Irlanda del Nord del 2003 e alle elezioni generali nel Regno Unito del 2005; alle elezioni generali del 2015 molta attenzione si focalizzò su Belfast North per la crescita di Sinn Féin che, con un margine del 5% rendeva il seggio contendibile. Tuttavia, alla fine, l'aumento del 7% del DUP, aiutato dalla mancanza di un candidato di UUP, e la discesa dello 0,1% del voto a Sinn Féin, consentirono a Dodds di continuare a rappresentare il collegio.

## Membri del parlamento
| Elezione | Elezione                | Deputato                | Partito               |
| -------- | ----------------------- | ----------------------- | --------------------- |
|          | 1885                    | Sir William Ewart       | Conservatore          |
| 1889 (S) | Edward James Harland    |                         | Conservatore          |
| 1895 (S) | James Horner Haslett    |                         | Conservatore          |
|          | 1905 (S)                | Sir Daniel Dixon        | Unionista irlandese   |
| 1906 (S) | George Smith Clark      |                         | Unionista irlandese   |
| 1910     | Robert Thompson         |                         | Unionista irlandese   |
|          | 1918                    | Collegio abolito        | Collegio abolito      |
|          | 1922                    | Collegio ricreato       | Collegio ricreato     |
|          | 1922                    | Thomas Edward McConnell | Unionista dell'Ulster |
| 1929     | Thomas Somerset         |                         | Unionista dell'Ulster |
| 1945     | William Frederick Neill |                         | Unionista dell'Ulster |
| 1950     | Harford Montgomery Hyde |                         | Unionista dell'Ulster |
| 1959     | Stratton Mills          |                         | Unionista dell'Ulster |
|          | Stratton Mills          | 1972                    | Conservatore          |
|          | Stratton Mills          | 1973                    | Alleanza              |
|          | 1974                    | John Carson             | Unionista dell'Ulster |
|          | 1979                    | John McQuade            | Unionista Democratico |
|          | 1983                    | Cecil Walker            | Unionista dell'Ulster |
|          | 2001                    | Nigel Dodds             | Unionista Democratico |
|          | 2019                    | John Finucane           | Sinn Féin             |

## Risultati elettorali

### Elezioni negli anni 2020
| Partito                    | Partito                                | Candidato                  | Risultati 4 luglio 2024 | Risultati 4 luglio 2024 |
| Partito                    | Partito                                | Candidato                  | Voti                    | %                       |
| -------------------------- | -------------------------------------- | -------------------------- | ----------------------- | ----------------------- |
|                            | Sinn Féin                              | John Finucane              | 17 674                  | 43,69                   |
|                            | DUP                                    | Phillip Brett              | 12 062                  | 29,82                   |
|                            | Alleanza                               | Nuala McAllister           | 4 274                   | 10,57                   |
|                            | TUV                                    | David Clarke               | 2 877                   | 7,11                    |
|                            | SDLP                                   | Carl Whyte                 | 1 413                   | 3,49                    |
|                            | Verdi                                  | Malachi O'Hara             | 1 206                   | 2,98                    |
|                            | People Before Profit                   | Fiona Ferguson             | 946                     | 2,34                    |
|                            |                                        |                            |                         |                         |
| Iscritti                   | Iscritti                               | Iscritti                   | 74 240                  | 100,00                  |
| ↳ Votanti (% su iscritti)  | ↳ Votanti (% su iscritti)              | ↳ Votanti (% su iscritti)  | 40 452                  | 54,49                   |
| ↳ Astenuti (% su iscritti) | ↳ Astenuti (% su iscritti)             | ↳ Astenuti (% su iscritti) | 33 788                  | 45,51                   |
|                            |                                        |                            |                         |                         |
|                            | Esito: collegio confermato a Sinn Féin |                            |                         |                         |

### Elezioni negli anni 2010
| Partito                    | Partito                                  | Candidato                  | Risultati 12 dicembre 2019 | Risultati 12 dicembre 2019 |
| Partito                    | Partito                                  | Candidato                  | Voti                       | %                          |
| -------------------------- | ---------------------------------------- | -------------------------- | -------------------------- | -------------------------- |
|                            | Sinn Féin                                | John Finucane              | 23 078                     | 47,06                      |
|                            | DUP                                      | Nigel Dodds                | 21 135                     | 43,10                      |
|                            | Alleanza                                 | Nuala McAllister           | 4 824                      | 9,84                       |
|                            |                                          |                            |                            |                            |
| Iscritti                   | Iscritti                                 | Iscritti                   | 72 225                     | 100,00                     |
| ↳ Votanti (% su iscritti)  | ↳ Votanti (% su iscritti)                | ↳ Votanti (% su iscritti)  | 49 037                     | 67,89                      |
| ↳ Astenuti (% su iscritti) | ↳ Astenuti (% su iscritti)               | ↳ Astenuti (% su iscritti) | 23 188                     | 32,11                      |
|                            |                                          |                            |                            |                            |
|                            | Esito: collegio passa da DUP a Sinn Féin |                            |                            |                            |

| Partito                    | Partito                          | Candidato                  | Risultati 8 giugno 2017 | Risultati 8 giugno 2017 |
| Partito                    | Partito                          | Candidato                  | Voti                    | %                       |
| -------------------------- | -------------------------------- | -------------------------- | ----------------------- | ----------------------- |
|                            | DUP                              | Nigel Dodds                | 21 240                  | 46,24                   |
|                            | Sinn Féin                        | John Finucane              | 19 159                  | 41,71                   |
|                            | Alleanza                         | Sam Nelson                 | 2 475                   | 5,39                    |
|                            | SDLP                             | Martin McAuley             | 2 058                   | 4,48                    |
|                            | Verdi                            | Malachi O'Hara             | 644                     | 1,40                    |
|                            | Lavoratori                       | Gemma Weir                 | 360                     | 0,78                    |
|                            |                                  |                            |                         |                         |
| Iscritti                   | Iscritti                         | Iscritti                   | 67 971                  | 100,00                  |
| ↳ Votanti (% su iscritti)  | ↳ Votanti (% su iscritti)        | ↳ Votanti (% su iscritti)  | 45 949                  | 67,60                   |
| ↳ Astenuti (% su iscritti) | ↳ Astenuti (% su iscritti)       | ↳ Astenuti (% su iscritti) | 22 022                  | 32,40                   |
|                            |                                  |                            |                         |                         |
|                            | Esito: collegio confermato a DUP |                            |                         |                         |

| Partito                    | Partito                          | Candidato                  | Risultati 7 maggio 2015 | Risultati 7 maggio 2015 |
| Partito                    | Partito                          | Candidato                  | Voti                    | %                       |
| -------------------------- | -------------------------------- | -------------------------- | ----------------------- | ----------------------- |
|                            | DUP                              | Nigel Dodds                | 19 096                  | 47,04                   |
|                            | Sinn Féin                        | Gerry Kelly                | 13 770                  | 33,92                   |
|                            | SDLP                             | Alban Maginness            | 3 338                   | 8,22                    |
|                            | Alleanza                         | Jason O'Neill              | 2 941                   | 7,25                    |
|                            | Lavoratori                       | Gemma Weir                 | 919                     | 2,26                    |
|                            | Indipendente                     | Fra Hughes                 | 529                     | 1,30                    |
|                            |                                  |                            |                         |                         |
| Iscritti                   | Iscritti                         | Iscritti                   | 68 569                  | 100,00                  |
| ↳ Votanti (% su iscritti)  | ↳ Votanti (% su iscritti)        | ↳ Votanti (% su iscritti)  | 40 593                  | 59,20                   |
| ↳ Astenuti (% su iscritti) | ↳ Astenuti (% su iscritti)       | ↳ Astenuti (% su iscritti) | 27 976                  | 40,80                   |
|                            |                                  |                            |                         |                         |
|                            | Esito: collegio confermato a DUP |                            |                         |                         |

| Partito                    | Partito                          | Candidato                  | Risultati 6 maggio 2010 | Risultati 6 maggio 2010 |
| Partito                    | Partito                          | Candidato                  | Voti                    | %                       |
| -------------------------- | -------------------------------- | -------------------------- | ----------------------- | ----------------------- |
|                            | DUP                              | Nigel Dodds                | 14 812                  | 40,04                   |
|                            | Sinn Féin                        | Gerry Kelly                | 12 588                  | 34,03                   |
|                            | SDLP                             | Alban Maginness            | 4 544                   | 12,28                   |
|                            | UCU-NF                           | Fred Cobain                | 2 837                   | 7,67                    |
|                            | Alleanza                         | Billy Webb                 | 1 809                   | 4,89                    |
|                            | Indipendente                     | Martin McAuley             | 403                     | 1,09                    |
|                            |                                  |                            |                         |                         |
| Iscritti                   | Iscritti                         | Iscritti                   | 65 474                  | 100,00                  |
| ↳ Votanti (% su iscritti)  | ↳ Votanti (% su iscritti)        | ↳ Votanti (% su iscritti)  | 36 993                  | 56,50                   |
| ↳ Astenuti (% su iscritti) | ↳ Astenuti (% su iscritti)       | ↳ Astenuti (% su iscritti) | 28 481                  | 43,50                   |
|                            |                                  |                            |                         |                         |
|                            | Esito: collegio confermato a DUP |                            |                         |                         |

### Elezioni negli anni 2000
| Partito                    | Partito                          | Candidato                  | Risultati 5 maggio 2005 | Risultati 5 maggio 2005 |
| Partito                    | Partito                          | Candidato                  | Voti                    | %                       |
| -------------------------- | -------------------------------- | -------------------------- | ----------------------- | ----------------------- |
|                            | DUP                              | Nigel Dodds                | 13 935                  | 45,63                   |
|                            | Sinn Féin                        | Gerry Kelly                | 8 747                   | 28,64                   |
|                            | SDLP                             | Alban Maginness            | 4 950                   | 16,21                   |
|                            | UUP                              | Fred Cobain                | 2 154                   | 7,05                    |
|                            | Alleanza                         | Marjorie Hawkins           | 438                     | 1,43                    |
|                            | Lavoratori                       | Marcella Delaney           | 165                     | 0,54                    |
|                            | Rainbow Dream Ticket             | Lynda Gilby                | 151                     | 0,49                    |
|                            |                                  |                            |                         |                         |
| Iscritti                   | Iscritti                         | Iscritti                   | 52 837                  | 100,00                  |
| ↳ Votanti (% su iscritti)  | ↳ Votanti (% su iscritti)        | ↳ Votanti (% su iscritti)  | 30 540                  | 57,80                   |
| ↳ Astenuti (% su iscritti) | ↳ Astenuti (% su iscritti)       | ↳ Astenuti (% su iscritti) | 22 297                  | 42,20                   |
|                            |                                  |                            |                         |                         |
|                            | Esito: collegio confermato a DUP |                            |                         |                         |

| Partito                    | Partito                            | Candidato                  | Risultati 7 giugno 2001 | Risultati 7 giugno 2001 |
| Partito                    | Partito                            | Candidato                  | Voti                    | %                       |
| -------------------------- | ---------------------------------- | -------------------------- | ----------------------- | ----------------------- |
|                            | DUP                                | Nigel Dodds                | 16 718                  | 40,84                   |
|                            | Sinn Féin                          | Gerry Kelly                | 10 331                  | 25,24                   |
|                            | SDLP                               | Alban Maginness            | 8 592                   | 20,99                   |
|                            | UUP                                | Cecil Walker               | 4 904                   | 11,98                   |
|                            | Lavoratori                         | Marcella Delaney           | 253                     | 0,62                    |
|                            | Rainbow Dream Ticket               | Rainbow George Weiss       | 134                     | 0,33                    |
|                            |                                    |                            |                         |                         |
| Iscritti                   | Iscritti                           | Iscritti                   | 60 910                  | 100,00                  |
| ↳ Votanti (% su iscritti)  | ↳ Votanti (% su iscritti)          | ↳ Votanti (% su iscritti)  | 40 932                  | 67,20                   |
| ↳ Astenuti (% su iscritti) | ↳ Astenuti (% su iscritti)         | ↳ Astenuti (% su iscritti) | 19 978                  | 32,80                   |
|                            |                                    |                            |                         |                         |
|                            | Esito: collegio passa da UUP a DUP |                            |                         |                         |

## Risultati dei referendum

### Referendum sulla permanenza del Regno Unito nell'Unione europea del 2016
|                  | Collegio      | Lasciare UE % | Rimanere in UE % |
| ---------------- | ------------- | ------------- | ---------------- |
|                  | Belfast North | 49,60%        | 50,40%           |
| Irlanda del Nord | 44,22%        | 55,78%        |                  |
|                  | Regno Unito   | 51,89%        | 48,11%           |